# Orthotrichia
Orthotrichia är ett släkte av nattsländor. Orthotrichia ingår i familjen smånattsländor.

## Dottertaxa tillOrthotrichia, i alfabetisk ordning[1][2]
- Orthotrichia aberrans
- Orthotrichia aculeata
- Orthotrichia adornata
- Orthotrichia adunca
- Orthotrichia advena
- Orthotrichia aegerfasciella
- Orthotrichia aequatoriana
- Orthotrichia agtuuganonica
- Orthotrichia aiema
- Orthotrichia alata
- Orthotrichia alboguttata
- Orthotrichia alveata
- Orthotrichia ammanensis
- Orthotrichia amnica
- Orthotrichia angustella
- Orthotrichia annulata
- Orthotrichia armata
- Orthotrichia asimetris
- Orthotrichia atraseta
- Orthotrichia attenuata
- Orthotrichia avicularis
- Orthotrichia baldufi
- Orthotrichia banisbus
- Orthotrichia barnardi
- Orthotrichia bellicosa
- Orthotrichia bencana
- Orthotrichia benguelensis
- Orthotrichia bensoni
- Orthotrichia berbaring
- Orthotrichia bilasnating
- Orthotrichia bipela
- Orthotrichia bisetula
- Orthotrichia bishopi
- Orthotrichia bolyi
- Orthotrichia bucera
- Orthotrichia bullata
- Orthotrichia capillata
- Orthotrichia cazaubonae
- Orthotrichia cernyi
- Orthotrichia cinctigera
- Orthotrichia conferta
- Orthotrichia constricta
- Orthotrichia costalis
- Orthotrichia cristata
- Orthotrichia crutwelli
- Orthotrichia cucullata
- Orthotrichia curta
- Orthotrichia curvata
- Orthotrichia damasi
- Orthotrichia dampfi
- Orthotrichia dapola
- Orthotrichia dentata
- Orthotrichia digitata
- Orthotrichia dilgri
- Orthotrichia disparalis
- Orthotrichia ditenga
- Orthotrichia divaricata
- Orthotrichia echidna
- Orthotrichia egena
- Orthotrichia ensiformis
- Orthotrichia eurhinata
- Orthotrichia exiqua
- Orthotrichia extensa
- Orthotrichia fimbriata
- Orthotrichia flabella
- Orthotrichia flagellum
- Orthotrichia fontinalis
- Orthotrichia fortificata
- Orthotrichia fragilis
- Orthotrichia furcata
- Orthotrichia garbunga
- Orthotrichia glebula
- Orthotrichia gracilis
- Orthotrichia gressitti
- Orthotrichia guinkoi
- Orthotrichia guruluhela
- Orthotrichia hinipitigola
- Orthotrichia hydroptiloides
- Orthotrichia indica
- Orthotrichia inornata
- Orthotrichia instabilis
- Orthotrichia jani
- Orthotrichia jembatana
- Orthotrichia kaitica
- Orthotrichia kalengiensis
- Orthotrichia kasyi
- Orthotrichia kholoensis
- Orthotrichia kivuensis
- Orthotrichia kokodana
- Orthotrichia krungut
- Orthotrichia lebar
- Orthotrichia lentigo
- Orthotrichia litoralis
- Orthotrichia litotes
- Orthotrichia luonga
- Orthotrichia mackayi
- Orthotrichia maeandrica
- Orthotrichia medipitigola
- Orthotrichia melitta
- Orthotrichia menarika
- Orthotrichia mencenga
- Orthotrichia menjonkok
- Orthotrichia momanga
- Orthotrichia morula
- Orthotrichia moselyi
- Orthotrichia muscari
- Orthotrichia mussoi
- Orthotrichia newi
- Orthotrichia nigrovillosa
- Orthotrichia nova
- Orthotrichia obscura
- Orthotrichia obtecta
- Orthotrichia orbostensis
- Orthotrichia paranga
- Orthotrichia pectinella
- Orthotrichia petiti
- Orthotrichia prevoti
- Orthotrichia ranauana
- Orthotrichia rostrata
- Orthotrichia runching
- Orthotrichia sanya
- Orthotrichia scutata
- Orthotrichia scutellata
- Orthotrichia serrata
- Orthotrichia shimigaya
- Orthotrichia sinit
- Orthotrichia spinicauda
- Orthotrichia spiralina
- Orthotrichia stipa
- Orthotrichia straeleni
- Orthotrichia submontana
- Orthotrichia suchiara
- Orthotrichia suteri
- Orthotrichia talea
- Orthotrichia thistletoni
- Orthotrichia tombak
- Orthotrichia tomentosa
- Orthotrichia tonjolana
- Orthotrichia tortuosa
- Orthotrichia tragetti
- Orthotrichia trilineata
- Orthotrichia tumoris
- Orthotrichia tunjakkana
- Orthotrichia turrita
- Orthotrichia tyleri
- Orthotrichia udawarama
- Orthotrichia urimica
- Orthotrichia veikaba
- Orthotrichia velata
- Orthotrichia verbekei
- Orthotrichia yabbaca
- Orthotrichia zonata